# Maria Voluntaru
Maria Voluntaru (n. 1903, Murfatlar, Constanța, România – d. 19 mai 2000) a fost o actriță română de teatru și film.

## Biografie
Maria Voluntaru s-a născut la Murfatlar. A absolvit Școala Nr. 2 de Fete din Constanța. După absolvirea Conservatorului, Maria Voluntaru a fost angajată la Teatrul Național din Chișinău, sub direcția lui Gioni Peretz. Deși la Conservator, Nottara o pregătise pentru roluri de comedie  (Caragiale) actrița a ajuns să joace roluri de ingenuă. A debutat în rolul Marianei din Bolnavul închipuit.

## Distincții
- Ordinul Muncii clasa a III-a (19 aprilie 1952) „pentru munca depusă cu ocazia «Centenarului Caragiale»”[4]
- Medalia „A cincea aniversare a Republicii Populare Române” (24 decembrie 1952) „pentru lupta și munca duse în vederea făuririi, consolidării și prosperării Republicii Populare Române”[5]
- Medalia „40 de ani de la înființarea Partidului Comunist din Romînia” (6 mai 1961) „pentru merite în activitatea de partid și întărirea regimului democrat-popular”[6]
- titlul de Artist Emerit al Republicii Populare Romîne (13 ianuarie 1964) „pentru merite deosebite în activitatea desfășurată in domeniul teatrului, muzicii și artelor plastice”[7]
- Ordinul „Meritul Cultural” clasa a III-a (6 noiembrie 1967) „pentru merite deosebite în domeniul artei dramatice”[8]

## Filmografie
- Răsună valea (1950) - soția lui Goguleanu
- Mitrea Cocor (1952) - Uța
- D-ale carnavalului (1959) - Efimița
- Nu vreau să mă însor (1961)
- Astă seară dansăm în familie (1972) - Suzana Pitulice
- Aurel Vlaicu (1978) - Ana Vlaicu